# Kasteel Kuusisto
Kasteel Kuusisto (Fins: Kuusiston piispanlinna) was een bisschoppelijk kasteel op het eiland Kuusisto in Kaarina, Finland.

## Geschiedenis
De vroegste vermelding van een bisschop van Turku die verbleef op het eiland was in een brief uit 1295, hoewel de bouw van het kasteel vermoedelijk begonnen was aan het begin van de 14e eeuw. Het kasteel is twee keer deels afgebrand, in 1318 en 1485, en beide keren weer herbouwd. Toen de laatste bisschop van Turku in 1522 op de vlucht sloeg kwam het in handen van de Denen die een eind maakten aan meer dan 200 jaar katholiek eigenaarschap. Een jaar later werd het kasteel veroverd door de protestantse Zweedse koning Gustaaf Wasa die het in 1528 liet afbreken. Daarna werden eeuwenlang de stenen van de kasteelruïne gebruikt voor de bouw van huizen en gebouwen in de omgeving waaronder Kasteel Turku. In 1891 werden de eerste archeologische opgravingen gedaan om de fundamenten van het kasteel bloot te leggen. Tegenwoordig zijn de kasteelruïnes en het eromheen liggend gebied een beschermd erfgoed.

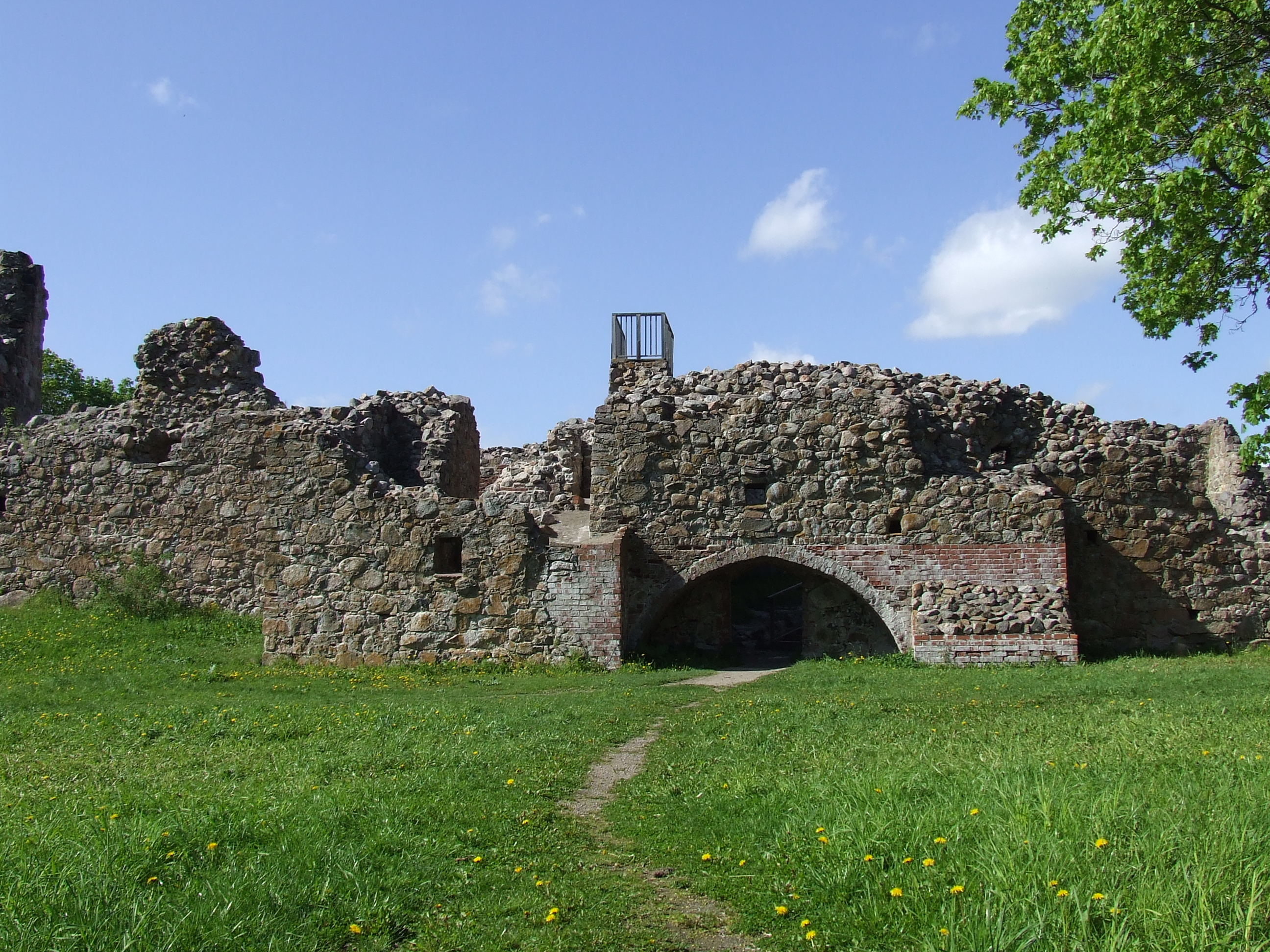
De oude ingang.
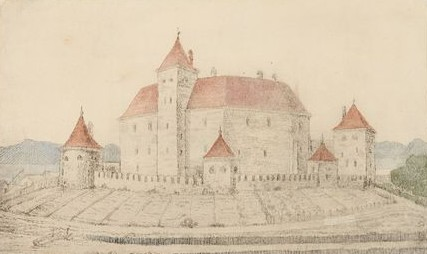
Oude tekening van het kasteel.
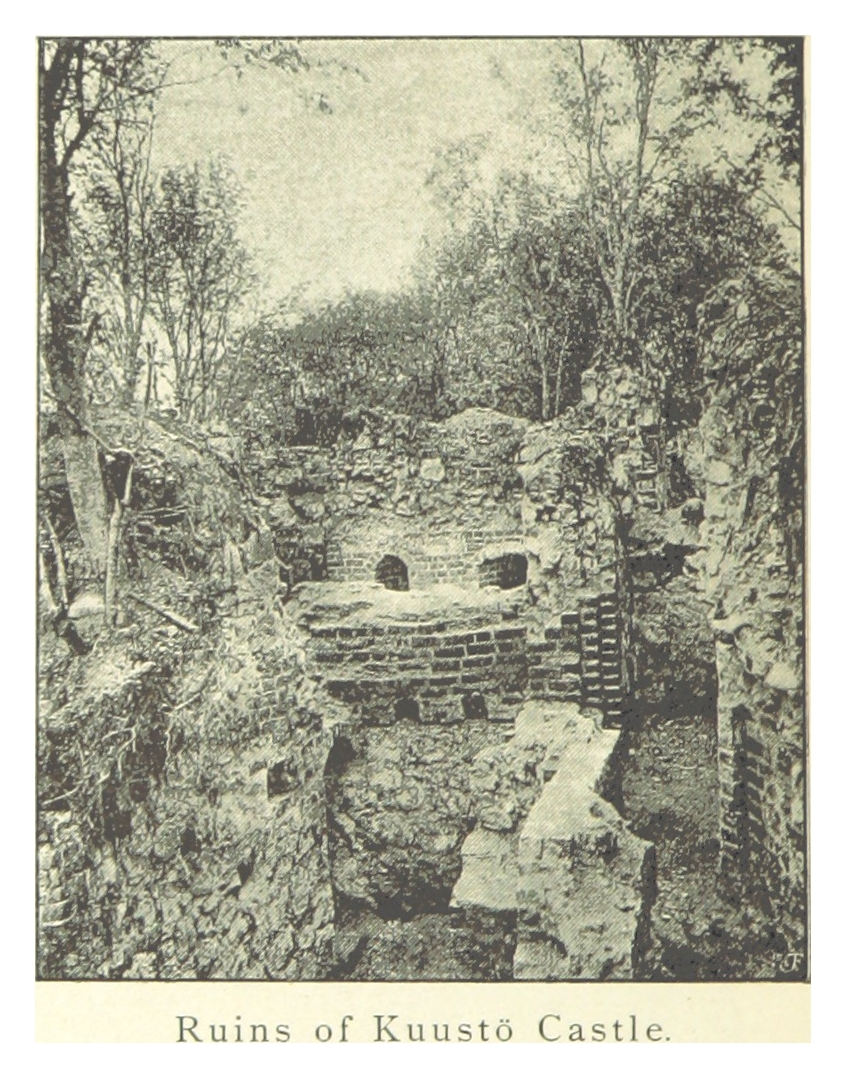
Een deel van de opgravingen in 1894.
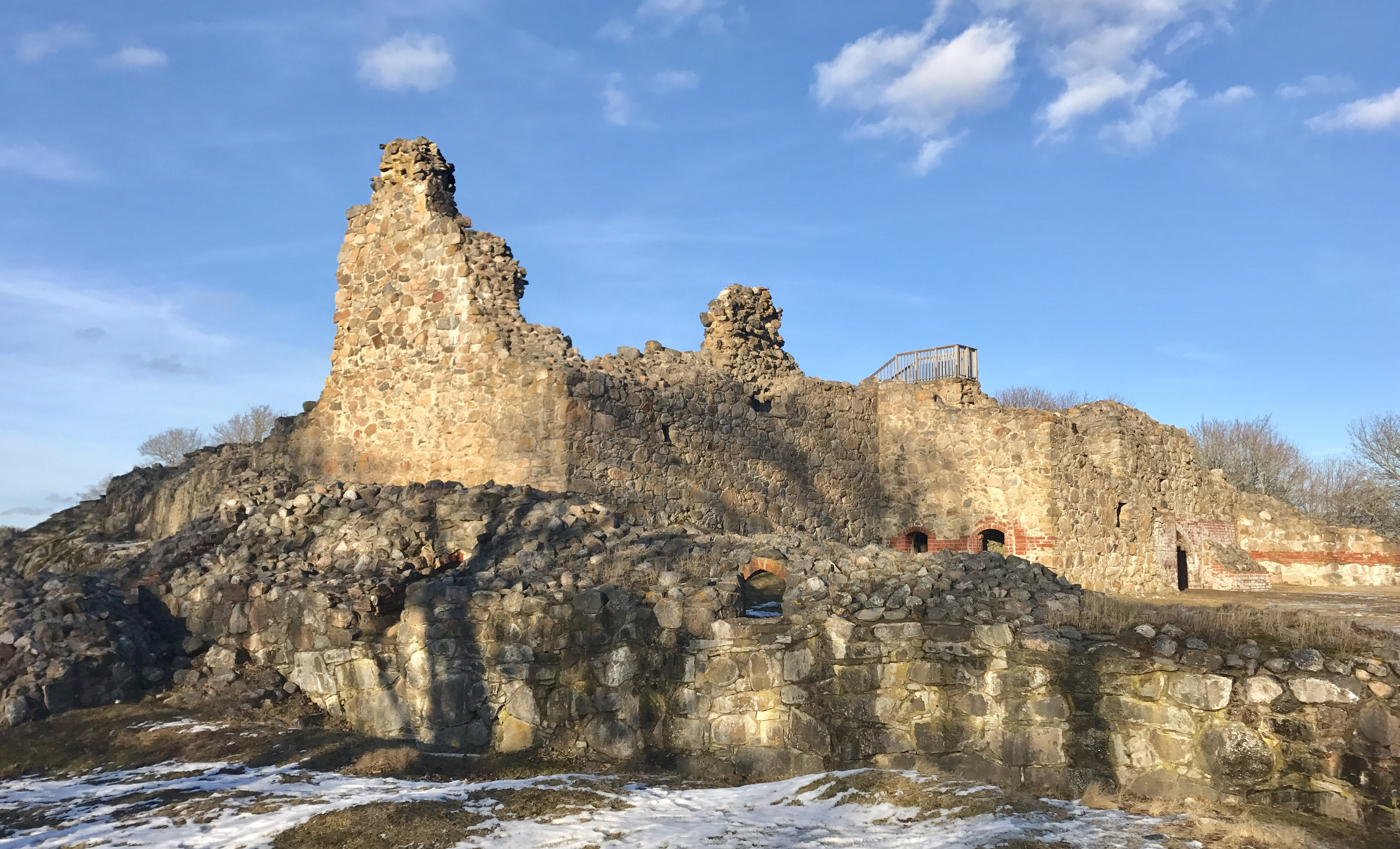
Zicht vanaf het water.